# فيليب إرهارت
فيليب إرهارت (بالألمانية: Philipp Erhardt)‏ (10 سبتمبر 1993 بالنمسا - ) هو لاعب كرة قدم نمساوي في مركز الدفاع. لعب مع نادي ماترسبرغ.

## وصلات خارجية
- فيليب إرهارت على موقع قاعدة بيانات كرة القدم.إي يو (الإنجليزية)
- فيليب إرهارت على موقع Soccerway.com (الإنجليزية)
- فيليب إرهارت على موقع عالم كرة القدم.نت (الإنجليزية)